# Ян Бузаші
Ян Бузаші (словац. Ján Buzássy; нар. 10 квітня 1936, Кочовце, Словаччина) — словацький поет, перекладач, журналіст. Автор сонетів та поем.
Редактор літературних видань.

## Біографія
Закінчив Університет Коменського у Братиславі. У часи радянської окупації працював редактором часописів «Mladá tvorba» та «Kultúrny život», де й почав друкувати свої вірші. Після здобуття державної самостійності Словаччини, поет продовжує вести активне творче життя, виховує мистецьку молодь. Критика відносить поета до числа видатних сучасників-митців.

## Творчість
Автор 14 поетичних збірок, які вийшли у період з 1965 по 1997 рік. Одна з останніх вийшла 2008
Переклав словацькою Томаса Еліота, Івана Буніна. У свою чергу його охоче перекладають російською мовою, у Болгарії вийшла окрема збірка віршів поета «Світло води» (2003).
Твори Бузаші багато перекладав українською Дмитро Павличко (зокрема, сонети «Велика київська брама», «Глина», «Горіхи», «Бджола», «Озимина», «Мед», «Пісня ката»). Саме цей перекладач зробив популярним поета в київських поетичних колах. Зокрема, Людмила Таран захоплено пише про Бузаші:
| Особлива густота метафоричного письма характерна для Яна Бузаші, його постійна тема — амбівалентність кожного явища, речі, людської сутності... |